# Église Notre-Dame de Blécourt
L'église Notre-Dame est une église  située sur le territoire de la commune de Blécourt, dans le département français de la Haute-Marne et la région Grand Est.

## Historique
L'église Notre-Dame est classée monuments historiques sur la liste de 1862.

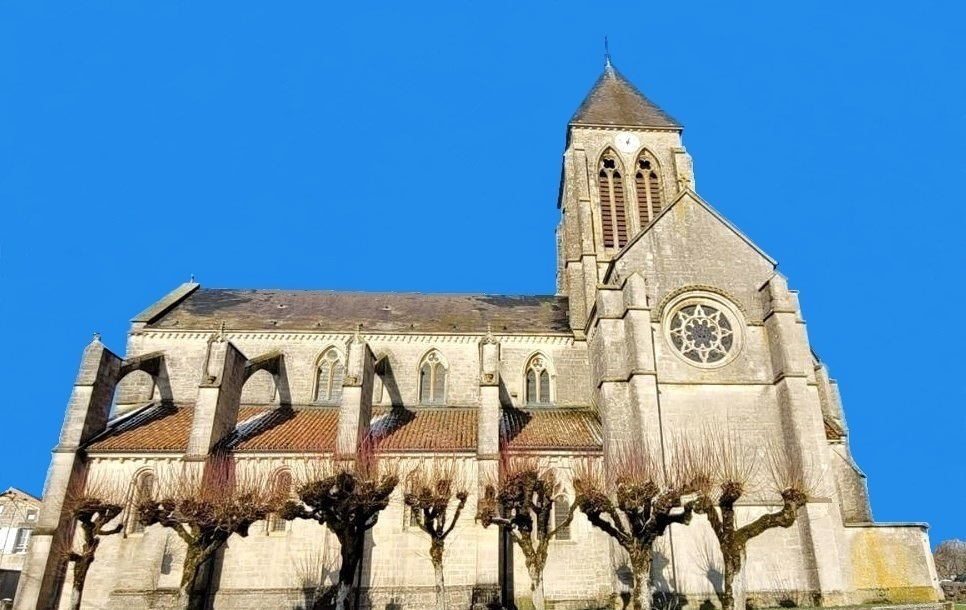
L'église Notre-Dame de Blécourt

## Architecture
Ses stalles, son orgue et le buffet qui le soutient sont des objets remarquables.

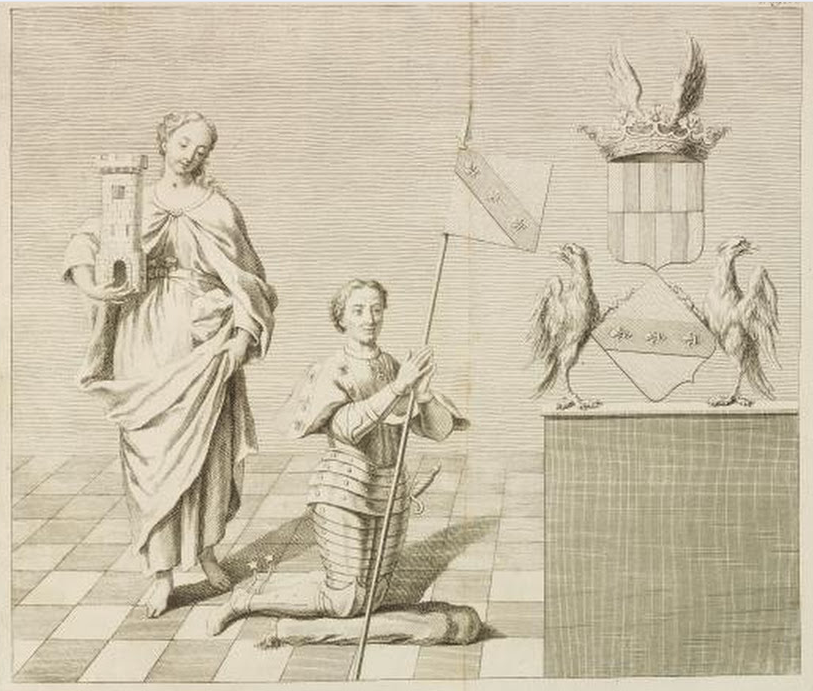
Fresque de Pierre du Châtelet qui se trouvait dans l'église de Blécourt, in Histoire généalogique de la maison du Châtelet par Dom Calmet, 1741.